# دومبيريدون
دومبيريدون (الأسماء التجارية موتليوم، متيليوم، موتينورم وكوستي) هو دواء مضاد لمستقبلات الدوبامين، طورته يانسن للأدوية، ويستخدم عن طريق الفم، أو الشرج كتحاميل أو وريدياً، عموما لإزالة الغثيان والقيء وقد استخدم أيضا لتشجيع الرضاعة

## استخداماته

### مشاكل الجهاز الهضمي
هناك بعض الأدلة على أن دومبيريدون له نشاط مضاد للقئ.  دومبيريدون يستخدم، جنبا إلى جنب مع ميتوكلوبراميد، سيكليزين، ومناهضات المستقبل 5-اتش تي 3 (مثل جرانيسيترون) في علاج الغثيان والقيء.
دومبيريدون هو الاختيار الأول كمضاد للقئ في معظم البلدان. [بحاجة لمصدر] ومع ذلك، فإنه لم تتم الموافقة على وصفة طبيا في الولايات المتحدة. وبالرغم من أنه لم يكن أبدا معتمدا رسميا لاستخدامه في الولايات المتحدة، إلا إنه أحيانا يُشتَرى من صيدليات في بلدان أخرى لهذا الغرض.
ويمكن استخدامه في المرضى الذين يعانون من مرض باركنسون  لأنه، على عكس الميتوكلوبراميد ، دومبيريدون لا يعبر حاجز الدم في الدماغ.
تم اكتشاف أيضا فعالية دومبيريدون في علاج شلل المعدة،  مشاكل حركية في المعدة، ومرض الجزر المعدي المريئي في الأطفال (تقيؤ الأطفال الرضع).

### الإرضاع
هرمون البرولاكتين يحفز الرضاعة في الإنسان، وإطلاقه يثَبَّط بواسطة الدوبامين المُفرز من الوطاء. دومبيريدون، من خلال قيامه بدور مضاد للدوبامين، ينتج عنه زيادة في إفراز البرولاكتين، وبالتالي يشجع الرضاعة.
منذ ذلك الحين، وفقا إدارة الاغذية والأدوية الأمريكية (أف دي أيه)، دومبيريدون لم تتم الموافقة عليه كمحفز للرضاعة الطبيعية في أي بلد،  قد يوصف الدواء في بعض البلدان لهذا الغرض (الإرضاع) بشكل مخالف لما تنصح به إدارة الأغذية والأدوية الأمريكية (off-label).

## الخلاف
صيدلية يانسن جلبت دومبيريدون أمام إدارة الاغذية والعقاقير عدة مرات في العقدين الماضيين، وكان آخر الجهود المبذولة في سبيل ذلك في التسعينات. التجارب على العديد من الأدوية المخدرة في الولايات المتحدة قد برهنت سلامته وفعاليتة في التعامل مع أعراض الجَزْرِ المَعِدِيّ المريئي، ولكن هيئة اف دي ايه رفضت طلب يانسن على دومبيريدون، على الرغم من أن قسم العقاقير المعدية المعوية في إدارة الأغذية والعقاقير قد وافقت على دومبيريدون.
في يونيو / حزيران 2004، أصدرت إدارة الأغذية والأدوية الأمريكية رسالة تحذير للنساء ألّا يتناولو الدمومبيريدون، مشيرةً إلى مخاطر غير معروفة للآباء والأمهات والأطفال الرضع، وحذرت الصيدليات المحلية من أن بيعه محَلِّيّاً غيرُ مشروع، وبأن الشحنات من الدول الأخرى من شأنها أن تُفتش ويستولى عليها. يُفرز دومبيريدون في حليب الثدي، ولا توجد دراسات عن آثاره على الإرضاع الطبيعي للطفل.
الحوادث الفردية من المشاكل مع الدواء تشمل السكتة القلبية واضطراب النظم، والمضاعفات مع الأدوية الأخرى، فضلا عن مضاعفات مع الاستخدام غير السليم عن طريق الوريد  أبحاث حديثة تشير إلى أنه قد تكون هناك زيادة في خطر حدوث نوبات لحديثي الولادة من أن أمهاتهم أخذوا دومبيريدون الشفوي 
بعض الأطباء والصيادلة لم يقبلوا بالكامل أسباب إدارة الاغذية والعقاقير وما زالوا يفضلون استخدام دومبيريدون في زيادة إفراز الحليب. مثل هؤلاء الأطباء والصيادلة يدّعون بأن الأدوية آمنة في الجرعات التي تعطى لهذا الغرض ولكن ليس لديهم بيانات استدلالية أو دراسات لتكون قاعدة لادعائهم. الأكاديمية الأميركية لطب الأطفال ترى أن دومبيريدون «عادة ما يكون متوافق مع الرضاعة الطبيعية».
هناك الكثير من الجدل في بريطانيا بشأن المستويات القاتلة من الصوديوم التي وجدت في الأطفال الذين يخضعون لهذه الأدوية. وهي الآن تخضع للمراجعة الطبية بعد عدد من المحاكمات الجنائية التي وُجه فيها للآباء تهمة الاعتداء على الأطفال بالتسميم بالأملاح على أساس وجود فرط صوديوم الدم في الأطفال المتضررين. الدراسات الحديثة أيضا ذكرت زيادة فترات الكيو تي في حديثي الولادة الذين آخذوا دومبيريدون.

## العلامة التجارية
توجد العديد من الأسماء التجارية والتوليفات من هذه الأدوية. توليفة دومبيريدون 10 ملغم/ 20 ملغم و بانتوبرازول 40 ملغم تُسَوَّق على أنها دومبان من مستحضرات ميدلي الدوائية. دومبيريدون يباع كـ موتينورم من شركة جلاكسو سميث كلاين.
في الهند، وليُستَخدم في الأطفال، يتوفر دومبيريدون كـ معلق دومبيرى (دومبيريدون 1 ملغم / مل، 30 مل معلق؛ مختبرات Ipca المحدودة، مومباي) http://www.ipcalabs.com/ دومستال (السيل للادوية المحدودة) http:// www.torrentpharma.com/

## وصلات خارجية
- رسالة مؤسسة السائقين إلى إدارة الاغذية والعقاقير عن دومبيريدون لجستروبرسس